# Cerreto di Spoleto
Cerreto di Spoleto est une commune italienne d'environ 1 200 habitants, située dans la province de Pérouse, dans la région Ombrie, en Italie centrale.

## Administration
| Période                                  | Période | Identité | Étiquette | Qualité |
| ---------------------------------------- | ------- | -------- | --------- | ------- |
|                                          |         |          |           |         |
| Les données manquantes sont à compléter. |         |          |           |         |

### Hameaux
Borgo Cerreto, Buggiano, Colle Soglio, Macchia, Nortosce, Ponte, Rocchetta, Triponzo

### Communes limitrophes
Campello sul Clitunno, Cascia, Norcia, Poggiodomo, Preci, Sellano, Vallo di Nera, Visso